# 八連溪 (三芝區)
八連溪，位於台灣北部之縣市管河川，幹流長度11.00公里，流域面積15.00平方公里，分佈於新北市三芝區。主流發源於三芝區圓山里竹子山北側，先向西北流經內柑宅、土地公埔、埔尾、崎頭、茂興店，最終注入台灣海峽。

## 水系主要河川
以下由下游至源頭列出水系主要河川，其中粗體字為主流河道。
- 八連溪：新北市三芝區
  - 八連頂溪：新北市三芝區